# Świnna (gmina)
La gmina de Świnna est une commune rurale de la voïvodie de Silésie et du powiat de Żywiec. Elle s'étend sur 39,4 km2 et comptait 7 856 habitants en 2006. Son siège est le village de Świnna qui se situe à environ 6 kilomètres au sud-est de Żywiec et à 69 kilomètres au sud de Katowice.

## Villages
La gmina de Świnna comprend les villages et localités de Pewel Mała, Pewel Ślemieńska, Przyłęków, Rychwałdek, Świnna et Trzebinia.

## Villes et gminy voisines
La gmina de Świnna est voisine de la ville de Żywiec et des gminy de Gilowice, Jeleśnia, Radziechowy-Wieprz et Ślemień.